# Корпус швидкого розгортання НАТО
Корпус швидкого розгортання НАТО — це корпус штаб-квартири високої готовності, який може швидко та оперативно налаштуватися для керування військами НАТО під час виконання місій, як на території країн-членів НАТО, так і за її межами. Наразі існує 6 корпусів швидкого розгортання, кожен з яких може управляти силами у складі до 60 тисяч військовослужбовців.

## Завдання, цілі та обов'язки
Розгортання корпусу є важливою частиною докладених зусиль щодо трансформації об'єднаних збройних сил НАТО в своїй структурі і здатність попередити та ліквідувати будь-які загрози XXI століття.
Основна функція — це забезпечення НАТО з розгортанням керівних елементів, які можуть бути доставлені швидко, щоб у разі необхідності привести війська там, де це потрібно. Бойова готовність має розгортатися за 10 днів, а за два місяці потрібно досягти повну бойову готовність.
Корпус повинен брати участь у силах реагування НАТО підвищеної готовності. Технологічно передові сили складаються з сухопутних, повітряних, морських, спеціальних військових компонентів, які можуть бути розгорнуті в короткі строки там, де це необхідно. Штаб-квартира має бути в повній готовності. Для цього корпусу потрібні інтенсивні шестимісячні програми навчання, проведення тестів та багатонаціональних операцій з реагування на кризу.
Крім того, корпус відіграє центральну роль у поточних операціях НАТО. Сили швидкого реагування НАТО були розгорнуті в Пакистані в кінці 2005 року в рамках операції «НАТО». Вони надали допомогу постраждалим у зв'язку із землетрусом, що стався в жовтні 2005 року.

Під керівництвом НАТО корпус швидкого розгортання в даний час сприяє безпеці в Афганістані. Також корпус розгорнуто в Італії та Туреччині.

## Спектр можливостей корпусу
Розгортання корпусу має широкий спектр можливостей. Кожний корпус отримав кваліфікацію в рамках програми оцінки НАТО для швидкого реагування під час важливих ситуацій. У штабі були показані всі можливості в 50 областях, як в казармі, так і в польових умовах. Це включає в себе планування, логістику, адміністрування та управління військами. Цей процес сертифікації створено для того, щоб гарантувати готовність до завдань швидкого розгортання в різних експлуатаційних середовищах.

Всі сили швидкого розгортання належать до об'єднаної військової структури НАТО. Вони діють під командуванням Верховного Головнокомандувача ОЗС НАТО в Європі. Політичного дозволу на використання корпусу вимагає політичного схвалення НАТО і дається в разі спільного рішення всіх 26 країн НАТО. Окрім того, потрібні ексклюзивні рішення держав-членів — Бельгії, Франції, Люксембургу, Німеччини та Іспанії.